# Vicia tibetica
Vicia tibetica — вид рослин з роду вика (Vicia).

## Поширення та середовище існування
Вид є ендемічним для Китаю (провінції: Цінхай, Сичуань, Сіцзан, Юньнань), Бутану та Північно-Східної Індії. Зростає у лісах, чагарниках, під ялівцем на вапнякових хребтах, на схилах пагорбів, відкритих луках і пасовищах, кам'янистих місцях, вздовж зрошувальних каналів, на висоті від 1300 до 4300 метрів над рівнем моря.

## Опис
Багаторічні трав'янисті рослини, 10—250 см заввишки. Стебло гіллясте, опушене або голе. Листя парноперисте, розміром 4—7 см, прилистки трикутні, край 3—5-зубчастий. Листочки 3—6-парні, довгасті, від 10 до 20 мм завдовжки та від 3 до 7 мм завширшки, верхівка тупа, жилки густі, підняті з обох сторін. Вусики 2- або 3-гіллясті. Суцвіття розміром 6—7,5 см, довше за листок, рідко з 4—13 квітками. Чашечка близько 6 мм, нерівномірно зубчаста, рідко ворсиста. Зав'язь веретеноподібна, близько 3 мм. Бобовий плід довгастий, плоский, приблизно 20 × 6 мм, голий, обидва кінці звужені. Насіння довгасте. Період цвітіння триває з квітня по вересень, а плодоносить рослина з травня по вересень.